# Bobot
Bobot (em húngaro: Bobót) é um município da Eslováquia, situado no distrito de Trenčín, na região de Trenčín. Tem 16,08 km² de área e sua população em 2018 foi estimada em 761 habitantes.

## Demografia
| Ano:        | 1994 | 2004   | 2014   | 2024   |
| ----------- | ---- | ------ | ------ | ------ |
| Broj ljudi: | 771  | 725    | 757    | 719    |
| Razlika:    |      | -5,96% | +4,41% | -5,01% |

| Ano:               | 2023 | 2024   |
| ------------------ | ---- | ------ |
| Número de pessoas: | 728  | 719    |
| Diferença:         |      | -1,23% |